# Nikolaus Wandinger
Nikolaus Wandinger (* 10. Januar 1965 in Oberhaching) ist ein deutscher Theologe.

## Leben
Er besuchte von 1971 bis 1975 die Volksschule in Gmund am Tegernsee und von 1975 bis 1984 das Internat und Musikgymnasium der Regensburger Domspatzen. Von 1985 bis 1993 studierte er Fachtheologie und Philosophie an der Universität Innsbruck, der University of San Francisco und der Graduate Theological Union. Die Sponsion zum Mag. theol. legte er 1993 an der Universität Innsbruck (Diplomarbeit: "Erbsünde" im Grundwerk Eugen Drewermanns) ab. Die Sponsion zum Mag. phil. fac. theol. legte er 1994  in Innsbruck (Diplomarbeit: Menschliche Perspektivität in ausgewählten Stellen Thomas von Aquins) ab. Nach dem Studium 1993/1994 der Anglistik an der Universität München (ohne Abschluss) war er 1994/1995 Mitarbeiter im Jugendzentrum der Pfarre St. Paulus in Innsbruck. 1995/1996 war er Vertragsassistent am Institut für Christliche Philosophie der Universität Innsbruck. Von 1996 bis 1999 war er Pastoralassistent am Bischöflichen Studienheim Paulinum in Schwaz. Von September 1999 bis Juli 2010 war er wissenschaftlicher Mitarbeiter bzw. Univ.-Ass. bzw. am Institut für Systematische Theologie. Von 18. bis 24. Februar 2001 hielt er Gastvorlesungen am Milltown Institute in Dublin. Nach der Verleihung des Dr. theol. 2002 mit der Dissertation: "Sünde" als Grundbegriff einer Heuristik für eine theologische Anthropologie. Impulse aus der Theologie K. Rahners und R. Schwagers hielt er von 10. bis 14. Februar 2003 Gastvorlesungen am Heythrop College der University of London. Von 4. bis 11. Februar 2004 hielt er Gastvorlesungen an der Universität Tübingen. Seit Juni 2004 ist er Herausgeber des Bulletin of the Colloquium on Violence & Religion (COV&R). Von 14. bis 18. Februar 2005 hielt er Gastvorlesungen am Mary Immaculate College der University of Limerick. Von 15. bis 19. Mai 2006 hielt er Gastvorlesungen an der Universität Münster. Seit dem 1. August 2010 ist er Assistenzprofessor im Rahmen einer Laufbahnstelle. Nach der Habilitation im Herbst 2012 für das Fach Dogmatische Theologie ist er seit dem 1. Dezember 2012 assoziierter Professor.